# Mongolkino
Mongolkino (mong. Монголкино) – mongolska wytwórnia filmowa.
Została założona w 1935 roku. W latach 70. XX wieku produkowała około 7 filmów pełnometrażowych, 100 filmów dokumentalnych oraz 24 kroniki filmowe.

## Wybrane filmy
- 1987: Mysz i wielbłąd (razem z Sojuzmultfilm)